# Дюжарден, Эдуар
Эдуар Дюжарден (фр. Édouard Dujardin, 1861—1949) — французский поэт, прозаик, драматург и критик.
Учился в Парижской консерватории. В 1885 году начал писать. Испытал влияние сочинений С. Малларме. Дюжарден — один из родоначальников символистской драматургии. В поздней драматургии Дюжардена стала сильно выражена католическая тема.
Дружил и переписывался с Джорджем Муром. Известность получил благодаря повести «Лавры срезаны» (1887), впервые опубликованной в журнале французских символистов «Revue indépendante». В этом новаторском произведении, рассказывающем о нескольких часах из жизни легкомысленного парижского гуляки Даниэля Принса, в качестве главного принципа повествования представлен поток сознания, в котором растворяются все проявления внешнего мира. В центре авторского внимания — не столько поступки героя, сколько «работа его сознания, точнее разнородные проявления психики: слитые воедино мысли и полуосознанные волевые импульсы, грезы, воспоминания и сиюминутные впечатления».
Влияние Дюжардена на свою прозу признавал Джеймс Джойс.

## Драматургия
- «Антония» (1891, «Театр д’Аппликасьон»)
- «Кавалер прошлых времён» (1892, Театр «Модерн»)
- «Конец Антонии» (1893, Театр «Водевиль»)
- «Марта и Мария» (1913, Театр Антуана)
- «Супруги из Эр-ле-Пор» (1919, Театр «Комедия Елисейских полей»)
- «Мистерия об умершем и воскресшем боге» (1923, Театр Антуана)
- «Возвращение блудных детей» (1924, Театр «Комедия Елисейских полей»)
- «Вечное возвращение» (1932, Театр «Ателье»)

## Проза
- «Лавры срезаны» (1887)

## Публикации на русском языке
- Лавры срезаны / Пер. с фр. Д. Лебедева // Иностранная литература. 2017. № 3. С. 200—255.